# Dianne Marchal
Hilde Dianne Marchal (Den Haag, 9 september 1952), is een Nederlandse zangeres die vooral bekend was in de jaren 70 en 80 als solozangeres, veelgevraagde achtergrondzangeres, muzikant uit de populaire Rainbow Train en (ex-)vrouw van Hans Vermeulen.
In 1967 maakte ze deel uit van de groep Sandy Coast. In 1969 nam ze de single 'My Man' op bij het label "Eagle", onder de naam Turquoise Marchal.

## Rainbow Train
In de jaren zeventig zong Marchal in de Rainbow Train, die verder bestond uit haar toenmalige echtgenoot Hans Vermeulen, Anita Meyer, Martha Pendleton, Jan Vermeulen, Jan Rietman, Okkie Huijsdens, Hans Hollestelle en Shell Schellekens (drums). Ze hebben veel succes en scoren hits met 'Heaven on earth' en 'Another band'. Als duidelijk wordt dat het voor (tv-)optredens bij elkaar brengen van alle bandleden vanwege alle drukke agenda's niet te doen is, valt de band uit elkaar en gaat in een kleine, andere bezetting nog kort door als 'Train' waarvoor Dianne enkel backing vocals doet en geen front-rol meer heeft.

## Solo- en filmcarrière
Ondertussen heeft ze een succesvolle solocarrière opgebouwd in Nederland en Duitsland. 'Sandy' wordt een hit en daarna wordt haar gevraagd de titelsong te zingen voor de Amerikaanse speelfilm 'Speedtrap' waarin ze ook een acteerrol krijgt.
In de jaren tachtig brengt ze bij het grote platenlabel Carrere nog enkele solosingles uit ('It's my time now', 'Before you go', 'Lay down my burden'), allemaal met hulp van Hans Vermeulen en sessiemuzikanten uit het oude Rainbow Train-wereldje, waarvan 'It's my time now' een Tipparade hitje wordt.

## Succesvol achtergrondzangeres
Marchal werkt ook als achtergrondzangeres. Op veel platen van Nederlandse bodem uit de jaren zeventig en tachtig neemt ze de 'backings' voor haar rekening, vaak met collega's als Anita Meyer en Martha Pendleton, en later vaak met o.a. Jody Pijper, Julya Lo'ko, Ruth Jacott, Sandra Reemer, Pim Roos en Cees Stolk. Op meer dan 2000 nummers is ze te horen, bijvoorbeeld op megahits als 'Why tell me why' van Anita Meyer, 'Sajang é' van Massada en 'Who's that lady with my man' van Patricia Paay.
Tot begin jaren negentig blijft ze actief als sessiezangeres en ze vertrekt dan voor lange tijd naar Oekraïne na een televisieprogramma van Tineke de Nooij waar ze samen met Hans in Oekraïne was voor het project 'Kinderen in Tsjernobyl'. Ze raakte er zo bij betrokken en was zo van het land onder de indruk dat ze een jaar later naar Oekraïne terugging. Ze komt eind jaren negentig pas terug in Nederland. Ze zingt dan nog in enkele bands. Tegenwoordig zingt ze af en toe nog op festivals en neemt ze deel aan jamsessies.
In 2020 kwam een filmdocumentaire over haar uit.

## Discografie solo / Rainbow Train
- 1977 Sandy / Simple Man - 26e plaats in de Top 40
- 1977 Speedtrap / American Saint - Tipparade
- 1978 Accompanied by (album) "(met Rainbow Train)"
- 1978 Heaven on earth / Here's to the business 19e plaats in de Top 40 (met Rainbow Train)
- 1979 Another band / Find out - 31e plaats in de Top 40 (met Rainbow Train)
- 1980 Gentlemen street / Don't fancy the singer of a Rock 'n Roll Band (met Train)
- 1983 It's My Time Now / Lover With Stature - Tipparade
- 1983 Before You Go / I'll Tell You When
- 1984 Lay Down My Burden / Before You Go

## Discografie als achtergrondzangeres (albums)
(Overzicht niet compleet en alleen albums zijn opgenomen in dit overzicht)
- 1971 Musicians Union Band - Musicians Union Band
- 1975 Jaap Dekker Boogie Set - Dekker plays Domino
- 1975 Lucifer - As we are
- 1975 Shakin' Stevens and the Sunsets - Manhattan melodrama
- 1976 Anita Meyer - In the meantime I will sing
- 1976 Diverse artiesten - Zing je moerstaal (boekenweekgeschenk)
- 1976 Hans Vermeulen - I only know my name
- 1976 Limousine - Limousine
- 1976 Peter Hollestelle - Hollestelle
- 1976 Piet Noordijk - Prototype
- 1976 Rosy & Andres - My love
- 1976 Sandra Reemer - Trust in me
- 1976 Sweet d'buster - Sweet d'buster
- 1977 Albert West - Memory of life
- 1977 Basart Records 1977 (ook solonummer - 'Dixie Highway')
- 1977 Earth and Fire - Gate to Infinity
- 1977 Eric Tagg - Rendez-vous
- 1977 GT Walls - Rhythm & booze
- 1977 Patricia Paay - The lady is a champ
- 1977 Paul Santos - Paul Santos (Henny Vrienten)
- 1977 Udell - This is magic
- 1977 Willy Garrett - In love
- 1978 Vitesse - Herman Brood in Vitesse
- 1978 Conny Vandenbos - Over liefde
- 1978 Frank Vandenkloot - Heavy days are here again
- 1978 Rainbow Train - Accompanied by
- 1978 Rob de Nijs - Rob de Nijs
- 1979 Anita Meyer - Love you too much
- 1979 (Frank) Boeijen & Pennings - Boeijen & Pennings
- 1979 Jaap Dekker Boogie Set - Happy Hammers
- 1979 Lee Towers - Definitelee
- 1979 Margriet Markerink - Tomorrow
- 1979 Massada - Pukul Tifa
- 1979 Piet Noordijk - Just when I needed you most
- 1979 The Train - Gentlemen street
- 1980 Ais Lawalata – Ambon Manis É
- 1980 Bram Vermeulen - Bram Vermeulen en de toekomst
- 1980 Cees Smit - Oasis
- 1980 Duinrell
- 1980 Massada - Pusaka
- 1981 Anita Meyer - Shades of desire
- 1981 Lee Towers - Absolutelee
- 1981 Shirley Zwerus - Shirley
- 1982 Getty - Album
- 1982 Hans Vermeulen - Ik dacht het wel
- 1982 Ron Windsant - In good faith
- 1982 Benny Neyman - Leven van liefde
- 1983 André Hazes - Live
- 1983 Bright future
- 1983 Conny Vandenbos - Net als iedereen
- 1983 Danny Mirror - Heden & verleden
- 1983 Duinrell - De kolderzoldershow
- 1983 Lori Spee - Intuition
- 1984 Lee Towers - Gala of the year
- 1985 Big John Russell - Live in Europe
- 1985 Bonnie & Jose - Herinnering
- 1985 Glenda Peters - Never leave you again
- 1985 Toni Willé - Privilege
- 1985 Will Tura - Waar een will is
- 1985 Will Tura - In concert (incl. duet)
- 1986 Elly & Rikkert - Het hart op de tong
- 1986 Ernestine - Ernestine
- 1986 Nadieh - Land of ta
- 1987 Oscar Harris - With lots of love
- 1987 VOF de Kunst - Onbeperkt houdbaar
- 1988 Elly & Rikkert - Jarenlang
- 1988 In Verwondering: 14 Nederlandstalige Gospels
- 1988 In Verwondering Kerst
- 1990 Helmut Lotti - Vlaamse nachten
- 1991 Hans Vermeulen - Accompanied by
- 1992 Big John Russell - Jubilee album
- 1997 Elly & Rikkert - Van het water en de oever
- 1998 Helmut Lotti - Romantic
- 2015 Tim Treffers - Never trust a man in a fur coat

## Trivia
- Dianne Marchal was een graag geziene gast in het populaire Duitse televisieprogramma 'Musikladen'. In de clip van 'Just a disillusion' samen met Anita Meyer in dat programma deed ze iets zo grappigs met een zakdoek, dat de programmamakers haar vervolgens voor iedere show vroegen. Ze werd vaak gebeld of ze nog nieuw werk had uitgebracht en was ook te zien in de laatste aflevering van het programma waarin ze samen met de presentator letterlijk het doek liet vallen.
- 'It's My Time Now' was oorspronkelijk voor Rosy (van Andres) bedoeld. Ze nam het eind jaren zeventig op, maar bracht het nooit uit. Vervolgens kwam de compositie van Hans Vermeulen op de comeback-LP van de Sandy Coast uit 1981 te staan en toen nam Dianne het in 1983 op.
- 'Lover With Stature', de B-kant van 'It's My Time Now', was oorspronkelijk van Erik Tagg die het in 1977 opnam. Erik Tagg, van oorsprong Amerikaan, zat ook een tijd in de Rainbow Train en is in Amerika een grote naam. Dianne heeft veel met hem gewerkt in de jaren zeventig.
- Marchal moest op het laatste moment voor Irene Cara invallen toen deze vanwege ziekte niet kon optreden op het Edisongala, live op televisie in 1984. Dianne zong toen 'What a feeling' en gaf een geweldige show weg.
- Marchal zong ook regelmatig in de televisiekoortjes voor het Nationaal- en Eurovisie Songfestival. Zo was ze bijvoorbeeld te zien bij het Nederlands Songfestival 1975 (het jaar van Teach In), in 1976 bij Sandra Reemer met 'The party's over', in 1983 bij Bernadette met 'Sing me a song' en bij de nationale voorronde in 1984 bij Edward Reekers.
- Marchal heeft ook zelf een aantal nummers geschreven. Zo nam Anita Meyer in 1976 haar composities 'See my sadness' en 'You showed me how' op. Dat laatste nummer nam Mariska Veres (Shocking Blue) in datzelfde jaar ook op als B-kant van haar hitsingle 'Loving you'.